# Duel
Duel (br: Encurralado / pt: Um Assassino Pelas Costas) é um premiado filme americano de 1971, do gênero suspense, dirigido por Steven Spielberg. Originalmente feito para a televisão, o filme foi surpreendentemente produzido em somente 13 dias. Inspirado em fatos reais, o longa se passa em estradas quase desertas, retratando um duelo anônimo entre um caminhoneiro que aparenta ter uma irresponsabilidade inconsequente pela vida humana e um pacato vendedor de eletrônicos.
A obra é quase uma análise psicológica, e busca fazer uma menção ao frágil homem moderno. "Duel" lançou o até então pouco conhecido Steven Spielberg ao mercado cinematográfico. Com suas técnicas inovadoras, Spielberg mantém uma sensação de angústia nos espectadores durante todo filme, e aplica elementos que fazem com que o motorista do caminhão, apesar de ser o algoz de toda a amarga situação, não passe de um simples figurante — o próprio Peterbilt 281 torna-se o "monstro" em discussão no filme, não como veículo, mas no que ele representa, nesta inquietante abordagem. Para reforçar sua intenção, Spielberg fez questão que o rosto do condutor do caminhão não aparecesse em momento algum durante as cenas.

## Sinopse
David Mann (Weaver) está dirigindo seu carro pelas estradas da Califórnia, quando começa a ser perseguido por um caminhão gigantesco, dirigido por um homem não identificado, que parece querer brincar com ele perigosamente na estrada. No decorrer do trajeto, David começa a perceber que a perseguição não trata-se, apenas, de uma mera brincadeira. A medida em que as provocações do misterioso caminhoneiro atingem níveis mortais, David procura desesperadamente despistar o seu torturador, que parece não ter nenhum compromisso naquele dia a não ser matá-lo.

## Recepção crítica
Considerado um sucesso, o filme obteve nota máxima concedida pela maioria dos críticos. Entre o público geral, o Rotten Tomatoes o classificou com quatro estrelas e meia de um total de cinco estrelas. Já o IMDB o classificou como quatro de cinco estrelas, com a votação de quase 60 mil membros.

## Elenco
- Dennis Weaver — David Mann
- Jacqueline Scott — Sra. Mann
- Eddie Firestone — Dono do café
- Lou Frizzell — Motorista de ônibus
- Gene Dynarski — homem no café
- Tim Herbert — atendente no posto de gasolina
- Shirley O'Hara — garçonete
- Carey Loftin — Motorista do caminhão

## Prêmios e indicações

### Prêmios
Festival de Cinema Fantástico de Avoriaz
- Grande prêmio (melhor filme): 1973

 Emmy
- Melhor edição de som: 1972[2]

### Indicações
Golden Globe
- Melhor filme feito para a televisão: 1972[3]

 Emmy
- Melhor fotografia: 1972[2]

 Saturn Award
- Melhor clássico em DVD: 2005[4]